# 8-я гвардейская зенитная ракетная бригада
8-я гвардейская зенитная ракетная Шавлинская ордена Кутузова бригада (сокр. 8 зрбр, в/ч 36411) — тактическое соединение войск ПВО Сухопутных войск Российской Федерации. Бригада дислоцируется в г. Уссурийск Приморского края.
Соединение находится в составе 5-й гвардейской общевойсковой армии Восточного военного округа.

## История
История образования 8-й зенитной ракетной бригады ведет свое начало с истории образования 17-й зенитной артиллерийской дивизии РГК, которая была сформирована приказом по Западному фронту от 4 ноября 1942 года за № 00209. Её командиром был назначен полковник Шумихин Артемий Михайлович.
19 ноября 1942 года дивизия закончила формирование в районе г. Можайска Московской области и приступила к выполнению боевых задач по прикрытию с воздуха боевых порядков 5-й армии. Праздник «День части» установлен 19 ноября в честь дня формирования части.
С 9 февраля 1943 года соединение было направлено в состав Брянского фронта для участия в Жиздринской наступательной операции.
В ходе Великой Отечественной войны соединение принимало участие в боевых действиях в составе 1-го и Прибалтийского фронтов. За участие в освобождении г. Шяуляй, мужество и героизм личного состава, проявленные в этой операции, Приказом Верховного Главнокомандующего от 12 августа 1944 года № 0262 соединению присвоено почётное наименование «17-я зенитная артиллерийская Шавлинская дивизия».
Великую Отечественную войну соединение закончило на территории Восточной Пруссии при выполнении в составе 51-й армии операции по уничтожению курляндской группировки противника.
В июне 1945 года часть убывает на Дальний Восток, где в составе Забайкальского фронта участвует в разгроме милитаристской Японии.
За храбрость и мужество, проявленные в боях против японских войск при прорыве Маньчжурско-Чжалайнорского и Халун-Аршанского укрепленных районов, преодоление горного хребта Большой Хинган, овладение городами Чанчунь, Мукден, Цицикар, Жэхэ, Дайрен, Порт-Артур, Указом Президиума Верховного Совета СССР от 29 сентября 1945 года соединение награждено орденом Кутузова 2 степени.
Всего за период боевых действий соединение прошло с боями 4481 км, уничтожило 300 самолётов противника, 31 танк и САУ, 15 артиллерийских и миномётных батарей, 3395 солдат противника, взяло в плен 1556 солдат и офицеров противника.
За эти годы в соединении награждено боевыми орденами и медалями 3217 человек, в том числе: орденом Красного Знамени — 11, орденом Александра Невского — пять, орденом Отечественной войны 1-й степени — 43, орденом Отечественной войны 2-й степени — 124, орденом Красной Звезды − 417, орденом Славы 3 степени −21, медалью «За отвагу» — 1477, медалью «За боевые заслуги» — 1119 человек.
23 марта 1960 года 17-я зенитная артиллерийская Шавлинская ордена Кутузова дивизия переформирована в 209-й зенитный артиллерийский Шавлинский ордена Кутузова полк.
8 февраля 1971 года полк переформирован в 8-ю зенитную ракетную Шавлинскую ордена Кутузова бригаду.
В 1974, 1976, 1984 и 1989 годах бригада привлекалась к тактическим учениям с боевой стрельбой на государственном полигоне «Эмба», по результатам которых оценивалась на «хорошо» и «отлично».
В 1994 году бригада перевооружена на ЗРК «Бук-М1».
С 2001 года после длительного перерыва возобновлена практика участия бригады в учениях большого масштаба. В ходе учений ПВО Приморского района обороны бригада произвела пуск трёх ракет по двум целям, которые были уничтожены. В 2002 и 2005 годах в ходе тактических учений с пусками боевых ракет на полигоне «Телемба» бригада оценена на «хорошо». В 2010 году бригада принимала участие в крупномасштабных учениях
«Восток-2010».
По итогам 2006 года зенитная ракетная бригада заняла первое место среди формирований ПВО Сухопутных войск ВС России и награждена переходящим вымпелом и грамотой главнокомандующего Сухопутными войсками.
В 2007 году учебные стрельбы на полигоне Капустин Яр в Астраханской области по мишеням «Саман» и «Пение» выполнены на «отлично». На этот год в бригаде имелось три «мастера» и порядка тридцати специалистов 1-го класса.
В августе 2011 года указом Верховного главнокомандующего соединению было вручено боевое знамя нового образца.
В 2012 году в ходе плановых тактических учений с пусками боевых ракет на государственном полигоне «Телемба» бригада снова оценена на «хорошо». С 1 по 7 сентября 2012 года подразделения бригады обеспечивали безопасность проведения саммита АТЭС в городе Владивостоке.
С 6 февраля по 24 апреля 2015 года были проведены бригадные тактические учения на полигоне «Телемба» Читинской области, по результатам которых бригада получила оценку «хорошо» и заняла первое место среди зенитных ракетных бригад Восточного военного округа. С 3 по 5 сентября 2015 года подразделения бригады обеспечивали безопасность воздушных рубежей при проведении «Восточного экономического форума 2015» в городе Владивостоке.
25 августа 2023 года бригаде "за массовый героизм и отвагу, стойкость и мужество, проявленные личным составом бригады в боевых действиях по защите Отечества и государственных интересов в условиях вооружённых конфликтов", Указом Президента Российской Федерации присвоено почётное наименование «гвардейская».

## Командиры
Командиры 8 зенитной ракетной бригады:
- полковник Шумихин Артемий Михайлович (1942—1944);
- полковник Евдокимов Алексей Анатольевич (1944—1947);
- полковник Знаменский Василий Васильевич (1947—1948);
- полковник Зеньков Владимир Павлович (1948—1949);
- полковник Скопенко Василий Константинович (1949—1951);
- полковник Куликов Дмитрий Андреевич (1951—1955);
- полковник Знаменский Василий Васильевич (1955—1958);
- полковник Кудрин Афанасий Васильевич (1958—1961);
- полковник Саяпин Яков Петрович (1961—1965);
- полковник Чурилов Василий Павлович (1965—1966);
- полковник Свечников Михаил Андреевич (1966—1967);
- полковник Корнев Николай Николаевич (1967—1974);
- полковник Александрочкин Владимир Александрович (1974—1977);
- полковник Кириллов Валерий Николаевич (1977—1981);
- полковник Поляков Олег Валентинович (1981—1984);
- полковник Курзов Олег Яковлевич (1984—1988);
- полковник Аларин Владимир Николаевич (1988—1990);
- полковник Шарманов Александр Михайлов и ч (1990—1992);
- полковник Юрьев Николай Константинович (1992—1996);
- полковник Попов Владимир Васильевич (1996—1998);
- полковник Тучков Евгений Николаевич (1998—2002);
- полковник Боев Валерий Алексеевич (2002—2009);
- полковник Тимофеенко Константин Александрович (2009—2010);
- полковник Шестаков Вадим Юрьевич (2010—2014);
- полковник Байрамов Руслан Рафикович (с 2014 по н. в.).

## Вооружение и военная техника
На вооружении зенитного ракетного полка, а впоследствии 8-й зенитной ракетной бригады состояли:
- с 1961 г. — зенитный ракетный комплекс С-75;
- с 1971 г. — зенитный ракетный комплекс «Круг»;
- с 1993 г. — зенитный ракетный комплекс «Бук-М1».